# Ethan Fryer
Ethan Fryer (Estados Unidos, 27 de mayo de 2002) es un jugador profesional estadounidense de rugby que se desempeña en la posición de ala cerrado en New England Free Jacks, equipo perteneciente a la liga Major League Rugby.

## Carrera
En 2021, Fryer se unió al equipo New England Free Jacks, con el cual disputa su tercera temporada en la Major League Rugby. También fue parte de la Selección juvenil de rugby de Canadá.